# Manfredas Ruzgis
Manfredas Ruzgis (* 5. Januar 1997 in Siegen, Deutschland) ist ein litauischer Fußballspieler.

## Karriere

### Verein
Der Stürmer begann seine Karriere in der Jugend des TuS Erndtebrück und wechselte später in den Nachwuchs der Sportfreunde Siegen. In der Saison 2012/13 spielte er mit den Sportfreunden in der B-Junioren-Bundesliga, belegte mit seiner Mannschaft als Aufsteiger den letzten Tabellenplatz. Von 2014 bis 2016 spielte Ruzgis im Nachwuchsbereich des SC Paderborn 07, bevor er im Sommer 2016 in die zweite Herrenmannschaft des 1. FC Köln wechselte. Für die Kölner absolvierte er 35 Spiele in der viertklassigen Regionalliga West, in denen er drei Tore erzielte. Im Sommer 2018 kehrte Ruzgis zu seinem Heimatverein TuS Erndtebrück zurück und spielte fortan in der fünftklassigen Oberliga Westfalen. Er erzielte in 44 Oberligaspielen 16 Tore für Erndtebrück. Es folgte der Wechsel zum FC UNA Strassen in die erstklassige BGL Ligue in Luxemburg. Dort absolvierte er vier Spiele, in denen er ein Tor erzielte. Im Januar 2021 wurde der Vertrag aufgelöst und ein halbes Jahr später verpflichtete ihn Regionalligist SC Wiedenbrück fest. Zur Saison 2023/24 wechselte er innerhalb der Regionalliga West zu Rot-Weiß Oberhausen. In der Winterpause der Saison 2023/24 kehrte er zurück zum SC Wiedenbrück, nachdem ihm in Oberhausen ein Wechsel nahegelegt wurde. Dort absolvierte der Stürmer bis zum Saisonende 14 Partien und erzielte dabei drei Tore. Anschließend ging er weiter zum albanischen Zweitligisten FK Vora. Hier konnte er am Ende der Saison 2024/25 die Meisterschaft und den damit verbundenen Aufstieg in die Kategoria Superiore feiern. Dabei erzielte der Stürmer in 30 Ligaspielen insgesamt 24 Treffer und wurde Torschützenkönig.

### Nationalmannschaft
Manfredas Ruzgis absolvierte sieben Spiele für die litauische U-21-Auswahl und erzielte dabei ein Tor. Am 11. November 2016 debütierte er auch in dessen A-Nationalmannschaft beim WM-Qualifikationsspiel gegen die Slowakei. Bei der 0:4-Auswärtsniederlage in Trnava wurde Ruzgis in der 87. Minute für Nerijus Valskis eingewechselt.

## Erfolge und Auszeichnungen
- Albanischer Zweitligameister: 2025
- Torschützenkönig der Kategoria e parë: 2024/25 (24 Tore)

## Sonstiges
Manfredas Ruzgis ist der Sohn von Kęstutis Ruzgys (* 1962), der 1992 drei Einsätze für die litauische A-Nationalmannschaft absolvierte.